# Una noche sin luna
Pour plus de détails, voir Fiche technique et Distribution.
Una noche sin luna est un film dramatique argentino-uruguayen réalisé par Germán Tejeira et sorti en 2014.

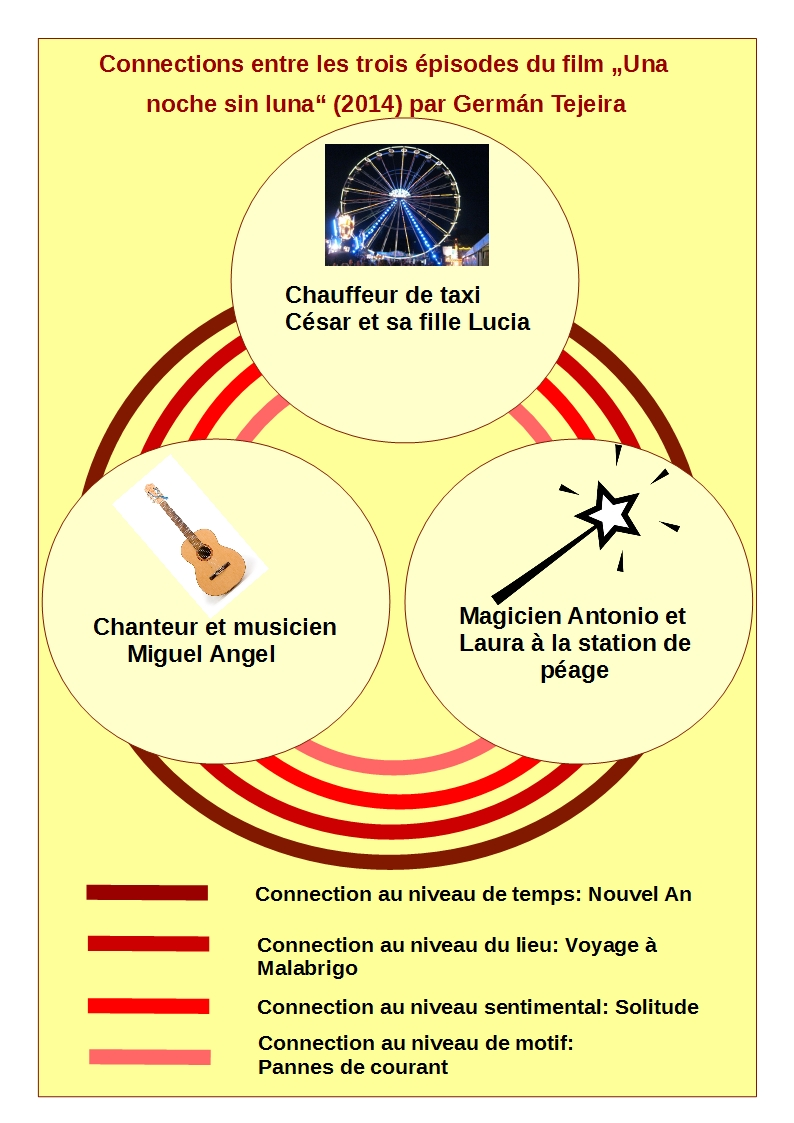
Connections entre les trois épisodes du film

Le film est sélectionné comme entrée uruguayenne pour l'Oscar du meilleur film en langue étrangère à la 88e cérémonie des Oscars qui s'est déroulée en 2016.

## Fiche technique
- Titre original espagnol : Una noche sin luna
- Titre anglais : A Moonless Night
- Réalisateur : Germán Tejeira
- Date de sortie : 2014

## Distribution
- Roberto Suárez : Antonio
- Daniel Melingo : Molgota
- Marcel Keoroglian : César
- Elisa Gagliano : Laura
- Adrián Biniez : Sonidista
- Horacio Camandule : Alfredo
- Verónica Perrotta : Verónica
- Julio Toyos : Presidente
- Willow Vaz : Hombre ebrio